# Europese kampioenschappen powerlifting 1984 (heren)
De Europese kampioenschappen powerlifting 1984 voor heren waren door de European Powerlifting Federation (EPF) georganiseerd kampioenschappen voor powerlifters. De 7e editie van de Europese kampioenschappen vond plaats in het Noorse Fredrikstad op 13 mei 1984.

## Uitslagen
| klasse   | Goud            | Zilver                | Brons             |
| -------- | --------------- | --------------------- | ----------------- |
| -52 kg   | Kari Ojalehto   | Ian Maxwell           | Johann Mandl      |
| -56 kg   | Phil Stringer   | Allan Eriksson        | Bernd Von Döllen  |
| -60 kg   | Göran Henrysson | Niclas Yngvesson      | Clint Lewis       |
| -67,5 kg | Eddie Pengelly  | Kári Elíson Catzilla  | Jan Theys         |
| -75 kg   | Claudio Ardini  | Eric Coppin           | Jari Hietamaki    |
| -82,5 kg | Steve Alexander | Floreano Domenici     | Hannu Malinen     |
| -90 kg   | William West    | Hugo De Grauwe        | Kristian Simonsen |
| -100 kg  | Anthony Stevens | Mieczyslaw Szafranski | Carl Badan        |
| -110 kg  | Gunnar Østby    | Mark Savage           | Hannu Saarelainen |
| -125 kg  | Ab Wolders      | Reidar Steen          | Aatos Nevanpää    |
| +125 kg  | Andrew Kerr     | Rudolf Küster         | Yngve Gustavsson  |